# Jack Grossman
Jack Grossman, (ur. 1 listopada 1910 w Polsce, zm. 6 lutego 1983 w Hollywood (Floryda)) – polski zawodnik futbolu amerykańskiego w lidze NFL. Grał na pozycji Fullback w Brooklyn Dodgers. Absolwent Rutgers University. Grossman był pochodzenia żydowskiego.

## Kariera w NFL
W latach 1932 i 1934-1935 występował na pozycji fullback w drużynie NFL, Brooklyn Dodgers. W 1932 roku wybrany do 2. drużyny gwiazd NFL - 2nd Team All-NFL. Po zakończeniu kariery futbolowej wyemigrował do Chile, gdzie grał zawodowo w baseball i piłkę nożną.